# Cervus Ádám
Cervus Ádám (Zboró, 1732. május 6. – Pannonhalma, 1814. december 9.) benedek rendi szerzetes.

## Élete
Előbb a jezsuita rendbe lépett és 1761. szeptember 12.-én áldozópappá szentelték. A rend eltörlése után a bencés rendbe vetette föl magát és 1779. november 30.-án ünnepélyes fogadalmat tett. 1802–1803 között Pannonhalmán élt. 1803-tól 1805-ig Sopronban volt gimnáziumigazgató, majd 1805-től 1814-ig Pannonhalmán lelkiatya. 

## Művei
- Vindiciae flosculi noli me tangere Jaurinenses, adversus anonymi poetae Sabariensis metra… Jaurini. 177
- Benedictinus occasione restitutionis ordinis in s. Monte Pannoniae die 25. apr. a. 1802 solemniter peractae. H. és év n.

### Kéziratai
- Quid est monachus? Quaestio pio et simplici rythmo pertractata
- Deo gratias. Hymnus
- Valedictio reversuri in ordinem s. Benedicti anno 1802 restitutum ad A. R. dominos parochos
- Ave Maria: Üdvözlégy
- Karácsonyi ének: Pásztor pajtársim